# CSA Steaua București (handboll)
Clubul Sportiv al Armatei (CSA) Steaua București är idrottsföreningen CSA Steaua Bucureștis handbollssektion, från Bukarest i Rumänien. Laget bildades för elvamannahandboll utomhus 1949 och som inomhuslag med sju spelare 1958.

## Spelare i urval
- Dumitru Berbece
- Ștefan Birtalan
- Alexandru Dincă
- Cezar Drăgăniță
- Marian Dumitru
- Cristian Gațu
- Gheorghe Gruia
- Gabriel Kicsid
- Nicolae Munteanu (även tränare)
- Adrian Simion
- Vasile Stîngă  (även tränare)
- Werner Stöckl
- Constantin Tudosie
- Radu Voina (även tränare)